# Pristimantis susaguae
Eleutherodactylus susaguae là một loài động vật lưỡng cư trong họ Strabomantidae, thuộc bộ Anura. Loài này được Rueda-Almonacid, Lynch, & Galvis-Peñuela mô tả khoa học đầu tiên năm 2003.